# Tim Choate
Tim Choate (Dallas, 11 de outubro de 1954 — Los Angeles, 24 de setembro de 2004) foi um ator americano que estrelou vários papéis no cinema e na televisão em séries como Dragnet e Babylon 5.

## Filmografia
| Ano  | Título                             | Personagem                 | Notas |
| ---- | ---------------------------------- | -------------------------- | ----- |
| 1979 | The Europeans                      | Clifford                   |       |
| 1980 | Jane Austen in Manhattan           | Jamie                      |       |
| 1980 | Times Square                       | Eastman                    |       |
| 1981 | Blow Out                           | Marinheiro                 |       |
| 1981 | Ghost Story                        | Jovem Ricky Hawthorne      |       |
| 1983 | The First Time                     | Charlie Lichtenstein       |       |
| 1985 | Def-Con 4                          | Howe                       |       |
| 1987 | Ray's Male Heterosexual Dance Hall | Phil Leeds                 |       |
| 1991 | Soapdish                           | Assistente do Diretor      |       |
| 1992 | Immaculate Conception              | David Schwartz             |       |
| 1995 | Jefferson in Paris                 | Reporter                   |       |
| 1995 | Girl in the Cadillac               | Motel owner                |       |
| 1995 | Live Nude Girls                    | Jerome                     |       |
| 2001 | Pearl Harbor                       | Médico da Marinha          |       |
| 2002 | Hungry Hearts                      | Colecionador de borboletas |       |